# Wakfu (serie animata)
Wakfu è una serie animata francese del 2008 tratta dall'omonimo videogioco, prequel della serie, prodotto da Ankama Animations. Anche questa produzione è avvenuta sotto Adobe Flash software con l'aiuto di animatori esterni. La serie è composta da tre stagioni di cui le prime due di 26 episodi e la terza di 13 per un totale di 65 episodi, più tre episodi OAV speciali e tre lungometraggi (due dedicati a Wakfu, l'altro a Dofus collocato cronologicamente prima degli avvenimenti di Wakfu).
In Italia la serie ha debuttato su Cartoon Network, con due episodi al giorno ogni venerdì, a partire dal 18 febbraio 2011 sul digitale terrestre e sul satellitare fino al 13 maggio 2011. In seguito è arrivata anche su Boing nel fine settimana dal 10 settembre 2011 fermandosi all'episodio 13. Dall'11 giugno 2012 Boing ha ritrasmesso la prima stagione dall'inizio utilizzando la versione in DVD che differisce da quella originale per la sostituzione della voce di Yugo con un altro doppiatore e per l'eliminazione totale dei Mini Wakfu. La seconda stagione è iniziata dal 13 gennaio 2013 su Boing in prima visione con un episodio giornaliero al sabato e alla domenica per poi interrompersi il 17 febbraio all'episodio 12. Dal 10 maggio la seconda stagione denominata Wakfu 2 viene trasmessa in prima visione sul canale satellitare Cartoon Network con cadenza settimanale dal lunedì al venerdì.
Entrambe le stagioni complete sono disponibili anche sulla piattaforma per lo streaming legale Netflix, dove per la prima stagione è stata ripristinata la versione con il primo doppiaggio in cui il protagonista Yugo aveva la voce di Eleonora Reti. Inoltre assieme alla serie regolare sono stati resi disponibili i 3 più recenti episodi speciali denominati Wakfu: The Quest for the Six Dofus Eliatropes, disponibili in versione sottotitolata in italiano con audio originale in francese o il doppiaggio in lingua inglese.
Il 19 novembre 2015, nella sezione notizie della pagina del prequel, MMORPG Wakfu, la Ankama ha annunciato che la produzione della terza stagione della serie animata era cominciata, la quale è ambientata un paio di anni dopo lo scontro con Ogrest ed è composta di 13 episodi da 26 minuti ciascuno. Hanno inoltre aggiunto che se la stagione dovesse avere successo, la serie verrà prolungata ulteriormente. La serie ha debuttato sulla rete nazionale francese France 4 il 2 settembre 2017. In Italia la terza stagione è disponibile dal 6 aprile 2018. L'8 giugno 2020 Ankama ha dato il via ad una raccolta fondi su Kickstarter per la quarta ed ultima stagione, Si è conclusa per il 29 giugno 2020 con €1.522.816 circa sono raggiunti tutti gli obiettivi, la stagione avrà tutti i 13 episodi e 2 nuovi episodi speciali per la serie il primo sarà su Oropo e l'altro invece sarà segreto per il momento.
È stata annunciata una quinta stagione nel giugno del 2024, Il 12 febbraio 2025 si darà via la accolta fondi su Kickstarter.

## Trama e descrizione
La serie animata è ambientata 1007 anni dopo Dofus e sette dopo Wakfu. L'animazione segue i canoni degli anime nipponici, ma con uno stile grafico che lo rende unico nel suo genere rispetto alle altre produzioni europee. La serie animata è stata prodotta per Ankama Productions grazie al successo dell'omonimo videogioco. È diretto da Anthony "Tot" Roux, e il character design è opera di Xavier "Xa" Houssin e Kim "Tcho" Etinoff..
La serie inizia qualche anno dopo gli avvenimenti narrati nel videogioco e la trama è strettamente legata a quest'ultimo. Il protagonista, il piccolo Yugo, è l'ultimo sopravvissuto del suo popolo e viene affidato fin dall'infanzia ad Alibert per proteggerlo mentre era ancora in fasce. Una volta compiuti dodici anni, Yugo viene a conoscenza della verità e decide di partire insieme ad altri personaggi, alla ricerca delle sue origini. La sua ricerca sarà ricca di ostacoli portandolo così ad affrontare avversari sempre più forti e situazioni imprevedibili, scoprendo sempre di più sul suo antichissimo e potente popolo e salverà il mondo dal caos per ben due volte.
Come avviene nel videogioco, il tempo e il luogo in cui è ambientata la serie sono del tutto immaginari: nel Krosmoz, ovvero nel Mondo dei Dodici, Wakfu è ambientato 1000 anni dopo gli avvenimenti narrati in Dofus: precisamente nel 970 circa dopo la "creazione" (riscoperta) del Mondo dei Dodici. Il mondo presente nel cartone segue alcuni dei canoni tipici del mondo fantasy, con la presenza di elementi magici e l'aggiunta di componenti di natura steampunk e di fantascienza. Buona parte delle creature sono umani e il suo bestiario classico. I personaggi presenti al suo interno fanno parte di determinate Classi, caratteristica tipica dei giochi di ruolo online.
L'utilizzo di particolari colori, forme e disegni, se non elementi narrativi e descrittivi, fortemente non convenzionali per il genere di cui fa parte, rendono omaggio alla particolarità sia del videogioco che del cartone animato, motivazione per cui in entrambi i casi ha riscosso un considerevole apprezzamento da fasce di età diverse.
Una curiosità: ci sono somiglianze, probabilmente involontarie, con la serie di videogiochi di Jak and Daxter, come ad esempio alcuni aspetti dei personaggi, i suoni utilizzati per l'arco di Evangeline ed altre coincidenze sicuramente note ai fan della saga.

## Personaggi

### Principali - La confraternita del Tofu

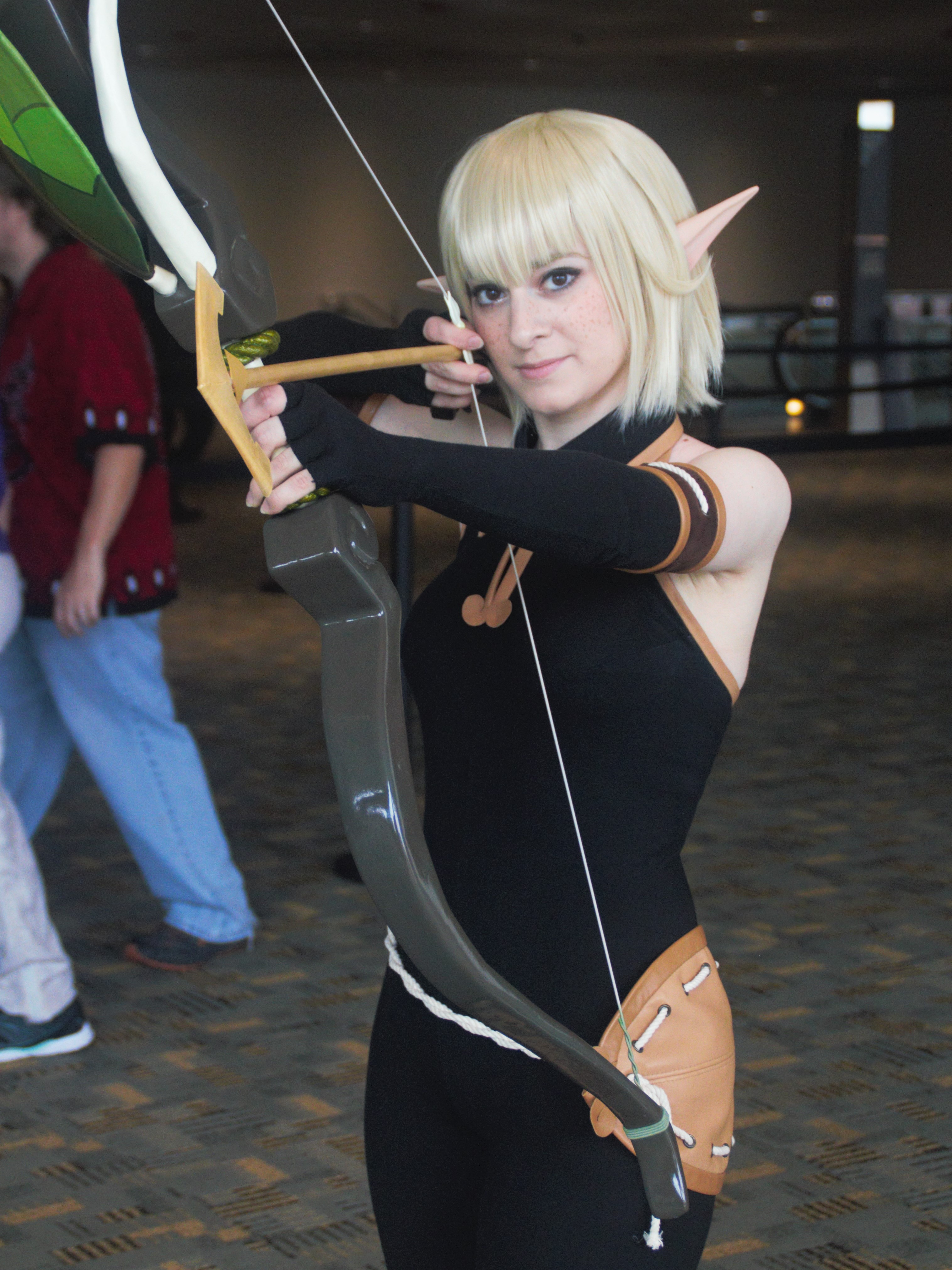
Cosplay di Evangelyne.

- Yugo: è il protagonista della serie, un ragazzo di diciannove anni (dodici al debutto) appartenente al popolo degli Elatrop, è l'unico membro ad essere un ragazzo magico. Un drago, nonché il suo padre biologico, ha deciso di portare il bimbo sulla terra quando era ancora in fasce prima di essere stato adottato. Ha vissuto tutta la sua vita con il suo padre adottivo Alibert lavorando a fianco a lui nella sua taverna, e non ha alcun ricordo della sua vera famiglia, ed è un ragazzino davvero gentile e avventuroso. Essendo un Elatrop possiede l'abilità di manipolare il Wakfu (l'energia vivente di tutte le cose) e così richiamare a sé dei portali per teletrasportarsi facendoli apparire in qualsiasi punto con la forza del pensiero, sparare ondate di Wakfu e, dalla seconda stagione, evocare armi e scudi di Wakfu puro. Ha un forte legame con Amalia e nella seconda stagione si scoprirà essere il re del popolo Elatrop e divenne fratello maggiore di un Elatrop di nome Chibi, che gli vuole molto bene. Nello speciale, ambientato sei anni dopo lo scontro con Qilby, Yugo si scontra con le sue emozioni nei confronti di Amalia mentre lui e i suoi compagni affrontano una minaccia in grado di finire il mondo: Ogrest; inoltre, per ottenere i sei Dofus Elatrop così da poter avere una possibilità di fermare Ogrest, il ragazzo divenne furioso e litiga spesso e aspramente con Adamaï per ottenere da lui il loro Dofus prima che il piccolo drago se ne va. Nella terza stagione, durante la salita della torre di Oropo darà ad Amalia il suo primo bacio e riunisce con Adamaï, che è diventato adulto.
- Az: è un Tofu, un piccolo uccello paffuto simile a un canarino, sempre al fianco di Yugo, il suo amico. Nonostante le sue piccole dimensioni, riesce sempre ad aiutarlo nelle difficoltà. Il suo ruolo è quello del messaggero grazie a una magia di Grougaloragran che gli permette di far uscire dal suo ciuffo di piume sul fondoschiena delle piume di Wakfu che trasportano dei messaggi. Estremamente goloso, a forza di stare intorno ai piccoli Grougal e Chibi, sempre circondati da cibo, finisce per ingrassare e duplicare il suo diametro. Nella terza stagione non appare.
- Principessa Amalia Sheran Sharm: Nota come la "principessa avventuriera", è una ventenne (tredicenne a inizio serie) della casta dei Sadida e possiede dunque il potere di parlare con le piante e di controllarle. Nonostante alcuni suoi atteggiamenti fastidiosi, Amalia è in realtà molto devota ai propri amici e non esita ad arrabbiarsi se vengono attaccati, oltre a offrire aiuto a Yugo nel cercare la sua famiglia. Non prova sentimenti positivi verso suo fratello Armand, a causa della sua personalità arrogante e violenta. Appare molto legata a Yugo, con il quale spesso si intrattiene giocando e divertendosi. Nel corso dello speciale in tre parti "Ogrest: la leggenda", tra i due sono evidenti i segni di un profondo affetto reciproco, e nella terza stagione i due si daranno il loro primo bacio.
- Sir Tristepan Parsifal detto "Pan-Pan" (Sir Tristepin de Percedal nell'originale): ventitreenne al momento (sedicenne al debutto), Tristepan è uno Iop e cavaliere dell'Ordine dei Guardiani di Shushu, che confida sotto la protezione del demone Rubilax rinchiuso nella sua spada. Tende spesso a comportarsi in maniera spavalda, non si sa nulla sulle sue origini e del suo passato si hanno poche informazioni tra cui che dalla fine del suo addestramento e l'inizio del viaggio ha subito una serie di sventure. Nonostante la sua goffa personalità, si è dimostrato un ottimo lottatore. Come guardiano, è responsabile del fatto che il demone Rubilax non sfugga dalla sua spada nella quale è tenuto in prigionia. Si è unito nella missione di Yugo, che divenne il suo miglior amico, sentendosi in debito con lui, in quanto lo ha salvato dalla possessione del demone. Si innamora di Evangelyne, che all'inizio è indifferente alle sue attenzioni, ma nel corso della storia riuscirà a conquistare il suo cuore. Alla fine della prima serie sembra morire mentre difende con il suo corpo Evangelyne, ma riesce a salvarsi. Tornato di nuovo nel suo corpo originale, da quel momento in poi Tristepan ed Evangelyne saranno sempre più vicini. Negli speciali si scopre essere la reincarnazione del dio Iop e quindi riottiene i suoi poteri divini, precedentemente custoditi dal suo maestro semidio Goultard,ma, durante lo scontro con Ogrest perde il braccio e lo shock causa il ritorno dei suoi poteri divini a Goultard. Nella terza stagione si è ritirato dalla vita da avventuriero per stare al fianco di Eva e crescere la loro famiglia, insegnando a Elely l'arte del combattimento. Ancora una volta sul punto di morire, Tristepan viene salvato una seconda volta da Rubilax.
- Rubilax: è uno Shushu, ovvero un demone, maggiore incarnato sotto forma di una gemma presente sull'elsa del pugnale di Tristepan. È ossessionato dal distruggere qualsiasi cosa attorno a lui, e intimidisce con la sua forza chiunque egli possieda. Usualmente appare in forma di un pugnale, ma può crescere fino alle dimensioni di una spada a due mani. La sua vera forma è quella di un demone dalle dimensioni modeste ma di una forza potente, senza contare che ogni volta che lo si colpisce aumenta di dimensione. Rubilax possiede anche il potere di convocare un piccolo esercito di guerrieri di terracotta dalle sue sembianze. Nella terza stagione, in cambio della sua futura libertà, Rubilax salva nuovamente Tristepan dalla morte trasformandosi nel braccio destro dello Iop.
- Ruel Stroud: Ruel è un amico di vecchia data del padre adottivo di Yugo e appartenente alla classe degli Anutrof, ovvero dei cercatori di tesori. Come richiesto da Alibert, Ruel si fa carico di accompagnare Yugo nei suoi viaggi. Estremamente avido, in alcuni momenti l'unico modo per poterlo svegliare o fargli prendere coscienza è di menzionargli o mostrargli denaro; in molte occasioni si è mostrato così preso dalle sue bramosie di ricchezza da ignorare i pericoli incombenti, per sé e per gli altri. Nonostante la sua età, ha un atteggiamento spesso poco maturo e spavaldo, oltre che mostrarsi spesso scherzoso e ironico. Come arma usa una pala, in parte d'oro, è l'unico membro ad essere vecchio.
- Junior: è una bizzarra creatura dalle sembianze di un piccolo suino, conosciuta sotto il nome di Talpo (Phorror). Si è subito affezionata a Ruel, sebbene egli abbia cercato subito in ogni modo di allontanarla; dal momento in cui l'ha salvato dalla prigione di Saddia, Ruel ha iniziato a mostrare benevolenza verso l'animale e da allora è sempre stato al suo fianco. Si è poi scoperto che la motivazione del suo iniziale rifiuto era dovuta al fatto che lui stesso aveva espresso il desiderio di non vedere mai più un Talpo dopo la morte del suo al quale si era estremamente affezionato. Junior ha l'abilità impartitagli dal suo padrone di saper riconoscere i minerali.
- Evangelyne detta "Eva": una ragazza di ventiquattro anni (diciassettenne nella prima stagione) appartenente della classe degli Ocra, gli Arcieri. Inizialmente accompagnava la principessa Amalia come sua guardia del corpo. Al di là della sua rigorosità nello svolgere il proprio compito, in realtà considera la principessa come una sorella maggiore alla quale vuole bene. Possiede un arco che può produrre un'infinita quantità di frecce magiche, non costringendola dunque ad avere una faretra. Sebbene rifiuti con costanza gli apprezzamenti di Tristepan, che è attratto da lei, inizia ad un certo punto a ricambiarne i sentimenti. Sconvolta dalla scomparsa dell'amato, avvenuta mentre la proteggeva (alla fine della prima stagione), non si dà pace. Nella seconda serie inizia a sentire le voci di Tristepan, non venendo creduta quando lo riferisce ai loro compagni. Decide così di abbandonare il gruppo e, dopo essersi tagliata i capelli, parte per un viaggio solitario alla sua ricerca. Lo ritrova però sotto forma di Shushu e i due devono affrontare Rubilax, impossessatosi del corpo di Tristepan, per far tornare normale quest'ultimo.
- Adamaï: è un drago dotato del potere di cambiare forma che entra in contatto con Yugo durante la sua visita all'isola di Oma. È uscito dallo stesso Dofus (uovo di drago) di Yugo, e per questo è suo fratello gemello. Separatosi dai suoi amici, Adamaï gli insegnerà a controllare i suoi poteri per fermare Nox. Dopo quello che ai suoi occhi è stato un tradimento da parte di Yugo, nella terza stagione fino agli ultimi episodi della stessa Adamaï diventa nemico della confraternita del Tofu coalizzandosi con Oropo, salvo poi tornare sui suoi passi dopo aver scoperto i folli piani dell'Eliotrop.
- Cleo ("Cleopheè" nell'originale): è la sorella minore (di un anno più giovane) di Evangelyne. È stata all'interno dell'esercito degli Ocra ed è attualmente in congedo, motivazione principale per la quale Amalia sembra covare disprezzo nei suoi riguardi. Tuttavia è una buona lottatrice e se la cava spesso nei combattimenti con Tristepan. Per le sue capacità entra a far parte della confraternita. Come la sorella, anche lei usa un'arma magica con proiettili infiniti, ma invece di un arco combatte con una balestra da polso. Come la sorella Eva, è amica di Yugo e i suoi amici.
- Cartiglio (in originale "Grufon"): è uno Shushu minore intrappolato dentro una mappa. Ha un atteggiamento spesso antipatico verso il gruppo, al quale non fornisce indicazioni se non viene "aperto come si deve" o le dà errate per dispetto. In seguito a un episodio in cui Cartiglio viene mangiato e si impossessa di un'Aracne, Yugo negozia con lo stesso demone di diventare il suo guardiano in cambio di essere liberato.
- Elely e Flopin: sono i due figli di Eva e Tristepan, e nonostante siano gemelli sono piuttosto diversi. Elely infatti, come il padre, è impulsiva ed ha una grande forza di volontà; è anche molto forte, riuscendo a tenere testa a molte persone più grandi di lei (un po' come Goultard) e tendendo a proteggere i più deboli. Elely è riuscita inoltre a legare molto velocemente anche con Rubilax e rappresenta appieno i pregi di un vero Iop. Inoltre Elely essendo figlia del dio Iop è capace di sprigionare una potenza dirompente, propria di un semidio. Flopin, al contrario della sorella, è calmo e calcolatore e segue fermamente le regole. Assomiglia molto alla madre, dalla quale ha ereditato le abilità da arciere e cecchino nonché la fierezza di un Ocra. Come la zia Cleo, Flopin combatte con una balestra da polso.

### Alleati

#### Sadida
- Re Oakheart Sheran: re dei Sadida e padre di Amalia, verso cui è molto protettivo, tanto da non voler che vada in giro senza Evangelyne. Lascia temporaneamente il comando al figlio Armand mentre cercherà di parlare con Sadida e capire che succede all'Albero della Vita.
- Armand Sheran Sharm: il fratello maggiore presuntuoso e arrogante di Amalia. Ha un comportamento da sovrano anche se è ancora principe e non accetta che vengano fatte battute sul suo cattivo alito. È molto forte e vuole molto bene alla propria sorella ed è stato a lungo attratto da Evangeline; nella terza stagione si è sposato.
- Regina Sheran Sharm: regina dei Sadida e madre di Amalia, ancora senza nome. Sembra essere stata una donna gentile e premurosa che Eva rispetta profondamente. è morta prima dell'inizio della storia quando Amalia era ancora piccola, per ragioni ancora da spiegare. Si afferma dal re che Amalia è l'immagine sputata di lei, per il suo atteggiamento testardo ed avventuroso. La si vede solo nel MMORPG Wakfu (prequel della serie animata), nella nazione di Bonta.

#### Altri
- Alibert: padre adottivo di Yugo e vecchio amico di Ruel, è un Anutrof ritiratosi anni prima. È a conoscenza da quando trovò Yugo, che è ancora in fasce, del suo destino grazie alla premonizione di Grugaloragran. È il sindaco di Emelka, una cittadina di Amakna, e gestisce assieme a Yugo una tavola calda, cucina molto bene anche piatti complessi nonostante non riesca a preparare delle semplici pagnotte. Dopo la loro rinascita Alibert adotta a braccia aperte anche Adamaï, Grugaloragran e Chibi. Nella terza stagione non appare.
- Grugaloragran, chiamato da Adamaï e Yugo "Grugal": Grugaloragran era un membro dei consiglio della civiltà elatrop e fratello di Chibi il profeta, patriarca degli elatrop. Insieme a lui costruì l'elacubo. Quando la civiltà elatrop venne distrutta per la seconda volta, Nora ed Efrim dettero in custodia a Grugaloragran il dofus di Yugo e Adamaï e l'elacubo affinché li proteggesse. Sopravvissuto alla caos provocato da Nora per distruggere Orgonax, Grugal tenne fede al suo dovere, finché il caos di Ogrest non gli fece smarrire l'elacubo. Quando Yugo e Adamaï rinacquero,  Grugal preferì affidare il piccolo re e gli Elatrop a una persona di buon cuore, scelta che cadde sull'Anutrof Alibert. È un dragone tra i più potenti, e ha la veneranda età di più di 11.000 anni; rendendolo il più anziano drago primordiale ancora in vita insieme a Faeris. Ha svariate abilità e tiene molto alla salute di Yugo e dei suoi compagni e cercherà di fermare Nox. Quando si rese conto di non poterlo più sconfiggere, si fece esplodere andando a riunirsi con suo fratello nel Dofus. Dopo aver sperimentato con l'Elacubo, Yugo e Adamaï fanno schiudere il Dofus.
- Kabrok, alias Corvo Nero, e Miranda: sono rispettivamente un Osamodas e una Ecaflip. Sono due mercanti di oggetti rari. Kabrok, prima di ritirarsi, era un grande avventuriero e odia i mercanti nonostante ami Miranda. Questo odio, misto a repressione, lo spinge a diventare il Corvo Nero e a distruggere tutti mercati di mercanti che trova per sfogarsi. Miranda invece è una affascinante Ecaflip che cerca di convincere Kabrok a diventare un mercante serio ma, nonostante i propri sforzi, non riesce nell'intento.
- Xav il panettiere: è un panettiere. Originariamente in conflitto col padre per dei motivi culinari, dopo una sfida indetta a Bonta si riappacifica con lui. Per prepararsi alla sfida verrà aiutato da Yugo, divenuto temporaneamente il suo apprendista, e aiutato dagli altri a recuperare gli ingredienti perduti.
- Cavalier Giustizia: è un cavaliere. Appare soltanto nella puntata "Il cavaliere giustizia" e alla fine della successiva, "Il mondo di Rushu". Di lui non si sa molto, solo che dà la caccia, insieme a suo padre, agli Shushu che minacciano la pace e la tranquillità delle persone. Il suo intento è quello di catturare Rubilax, per gli enormi danni che ha causato a Rubilaxia. Ha un'armatura completamente d'oro e come armi usa due spade, anch'esse d'oro. Per dare la caccia agli Shushu si serve di una specie di treno a vapore dello stesso metallo. In seguito si allea con la Confraternita per catturare lo Shushu che è sfuggito alle mani del padre, Anathar. Amalia pare affascinata dai suoi muscoli.
- Goultard: è uno Iop, forse uno dei più potenti del Mondo dei Dodici. È il maestro di Tristepan. Fino alla sua apparizione viene creduto morto sia da Tristepan che da Rubilax. Sin dalla tenera età, Goultard possiede una forza eccezionale. Goultard è tanto forte che riesce a sconfiggere un mostro tutto da solo e per di più a mani nude. Ha vissuto con la madre Cabotine in un piccolo villaggio e il padre, il dio Iop. Passarono gli anni e Goultard crebbe diventando sempre più forte, finché un giorno non trovò una donna di cui si innamorò perdutamente ed ebbero tre figli. Subito dopo però venne a sapere che la sua famiglia era stata rapita da un demone. Goultard riuscì a sconfiggerlo, ma non a salvare la sua famiglia: da quel giorno ha giurato di diventare sempre più potente per difendere chi gli è caro. Solo nella seconda stagione si scopre che Goultard è un semidio figlio del dio Iop, e che grazie a questa sua condizione è riuscito a far maturare i poteri divini di Tristepan. È in grado di evocare armi ma solitamente utilizza una spada dalla lama malamente spezzata con una lunga catena attaccata al pomolo, e sa liberare/imprigionare gli Shushu. Essendo un semidio può aumentare a dismisura le sue abilità fisiche venendo avvolto da un'aura dorata ed ottenendo forza e resistenza semidivine grazie al cosiddetto "Coraggio" del dio Iop. Tristepan, poiché non lo può più usare dopo lo scontro con Ogrest, ha passato parte del suo potere divino a Goultard.
- Popolo Elatrop: nella seconda stagione si scopre che il popolo Elatrop non è scomparso definitivamente; gli Elatrop giovani sono stati portati ad Emrub, una dimensione parallela dove il tempo non scorre, per essere protetti dalla distruzione di Orgonax. Tutti questi giovani Elatrop hanno gli stessi poteri di Yugo essendo stati istruiti da Baltazaar, il drago che ha viaggiato con loro per crescerli e proteggerli. Osservandoli si può dedurre che la maggior parte degli Elatrop sono biondi.
- Maestro Joris: Un piccolo uomo misterioso con il volto nascosto dal cappuccio. È un rappresentante del re di Bonta andato a discutere con Armand, che però ha respinto l'udienza. È molto forte, brandisce un martello in legno alto quasi quanto lui ed è stato capace di sconfiggere quasi un intero esercito di guardie Sadida da solo e con molta semplicità così come riesce a sconfiggere un Rasoio temporale di Nox molto rapidamente, seppur già molto danneggiato.
- Baltazaar

### Antagonisti
- Oropo: l'antagonista principale della serie. Nato quando una distorsione temporale si è generata nel momento in cui Yugo assorbì i poteri dei sei Dofus, Oropo fa parte del popolo Eliotrop, una "imitazione" degli Elatrop partorita a immagine e somiglianza del Re Dio (Yugo). Gli Eliotrop però col tempo iniziarono a scomparire e Oropo rimase l'ultimo della sua gente; quando anche lui capì di avere le ore contate, furioso verso i Dodici per non aver ascoltato le preghiere della sua gente e verso il Re Dio, loro padre, Oropo decise di architettare un piano per rimpiazzare i Dodici con i loro figli, da lui reputati dimenticati e quindi più degni di regnare come esseri divini. Nel giro di mesi, Oropo costruì con l'aiuto dell'Elacubo una dimensione in cui ospitare i dodici futuri dei e ottenendo anche il sostegno di Adamaï, che Oropo ritiene come il suo vero fratello. Per completare il suo piano, Oropo aiuta Adamaï ad entrare in possesso dei sei Dofus Elatrop e gli dà indicazioni su come riunire i figli semidei dei Dodici, tra cui anche Flopin ed Elely, formando man mano con lui la "confraternita dei Dimenticati".
- Nox: l'antagonista principale nella prima stagione della serie, è uno Xelor, un mago temporale, dall'età di più di 230 anni e indossa sempre un'armatura anche se il motivo è sconosciuto. Prima di diventare pazzo, Noximilien "Milien" Coxen era un orologiaio ed inventore che viveva con la moglie, i suoi tre figli e il Bauwow Igôle, anche se sulle sue spalle gravava un pesante debito da saldare. Un giorno Nox ritrovò l'Elacubo, che Grugaloragran aveva smarrito durante il Caos di Ogrest, e lo portò a casa convinto di poterlo usare per costruire qualcosa di abbastanza geniale da poterci pagare il debito. Durante lo studio dell'Elacubo, l'oggetto, particolarmente potente, lo trascinò nella pazzia, tanto da essere abbandonato a malincuore dalla famiglia, successivamente morta annegata durante un altro Caos. Saputo dell'accaduto Nox perse completamente il senno, abbandonandosi ad un'irrefrenabile fame di Wakfu necessaria per tornare indietro nel tempo per rimediare all'errore da lui compiuto e ricongiungersi all'amata famiglia, anche a costo di commettere azioni malvagie. Tuttavia, come Grugaloragran stesso ha capito, Nox non è spinto da propositi malvagi ma non riesce a convivere col forte rimorso causato dal male che in passato ha procurato agli altri.
- Qilby: l'antagonista principale nella seconda stagione della serie, è un Elatrop, grande scienziato e ex-membro del Consiglio degli Anziani, traditore del suo popolo. Come gli altri sei Elatrop e i sei Draghi primordiali, Qilby si reincarna ogni volta che muore, ma a differenza degli altri non è in grado di dimenticare nulla delle sue vite precedenti. Prova disprezzo verso il suo popolo, dal quale non si sente capito, ma non è disposto ad abbandonarlo poiché ha paura di rimanere da solo. Il lungo tempo vissuto nell'esilio nella Dimensione bianca, allontanato da tutti poiché responsabile di alcune malefatte nei confronti degli altri Elatrop, lo ha privato del rispetto per la vita, considerando la morte una cosa talmente naturale che non ha scrupoli a toglierla a chi gli dà contro o per raggiungere i suoi obiettivi.
- Rushu: entità antichissima, era il più vecchio dei dieci demoni primordiali prima che decidesse di eliminare i suoi fratelli e sorelle per non dividere il potere con nessuno, è il dittatore dei demoni. Desideroso di creare un esercito, deviò poi parte delle anime dell'Incarnam nella Shukrute, creando una propria razza di demoni chiamati gli Shushu di Rushu. Desideroso di essere al pari di un dio e non potendo invadere il Krosmoz per continuare a distruggere tutto a causa di un patto di non aggressione, Rushu ha sobillato riuscendo in più modi a portare squilibrio nel mondo, soprattutto grazie a Djaul, il suo demone più fedele. Nonostante sembri enorme, tale forma è in realtà uno stratagemma per incutere soggezione; la sua vera forma non è più grande di una persona ma è terribilmente potente. È interessato ai portali di Yugo, poiché in passato un portale nato dalla magia Elatrop creato da due malviventi aveva permesso a Rushu di invadere il mondo con un'armata di mille Shushu. Aiutato anche da Qilby, riesce a invadere il mondo dei Dodici ma viene fermato da Goultard, che per tenere testa e fermare lo Shushu ha dovuto rivelare la sua natura di semidio figlio del dio Iop.
- Anathar: uno Shushu maggiore con il potere di copiare le abilità di chiunque lo tocchi, comandante in capo delle forze armate Shushu di Rushu. Originariamente era uno dei 995 Shushu imprigionati negli oggetti, nello specifico la cappa d'ombra, sorvegliato dal Cavalier Giustizia (membro del Clan delle Pianure di Cania, area di Bonta nel gioco), ma messo sotto pressione dall'attacco di Rubilax, Giustizia liberò Anathar per poi risultare troppo debole per mantenerlo sotto il suo controllo. Dopo essere stato liberato dalla Confraternita del Tofu, Remington libera Giustizia posseduto da Anathar per distrarre gli eroi, rendendosi presto conto, però, che questa è stata una cattiva idea. La particolarità di Anathar è quella che, oltre a riuscire ad assorbire e usare i poteri di chi lo tocca, fa duplicare la loro potenza, tanto che, riesce addirittura ad aprire un portale per la Shukrute, il mondo di Rushu, ed a crearne più di due contemporaneamente. Tristepan, Remington e Yugo riuscirono a spingerlo di nuovo nella Shunkrute ma finendo a loro volta imprigionati. Dopo uno scontro nell'arena dei demoni dove Anathar mostra tutta la sua crudeltà, gli eroi ad eccezione di Grany e Remington riuscirono a scappare.
- Marama, Frisco e Tartufo: tre dei servitori più potenti di Nox, fanno la loro prima apparizione durante lo scontro tra Nox e Grougaloragran. La loro natura esatta non è nota, ma sembrano essere delle mummie (un incantesimo Xelor prevede la mummificazione) di una Ocra, un Feca ed un Sàcrido, e posseggono la maggior parte dei rispettivi poteri delle loro classi. Nello scontro con la Confraternita, Marama viene sbalzato lontano, finendo poi schiacciato sotto i piedi di un impassibile Rasoio Temporale, mentre Frisco e Tartufo vengono schiacciati dai rovi di Amalia.
- Diserboss (Deserboss): Sadida mummificato al servizio di Nox. In origine membro del Clan del Boschetto di Tucult (luogo di Bonta nel gioco dove si può incontrare di sfuggita Nox e gli scagnozzi), Diserboss gioca un ruolo fondamentale nel piano di Nox. Prima si infiltra e prende il controllo totale di alcune guardie Sadida, poi sacrifica queste ultime, usando il loro sangue per creare un portale di teletrasporto. Con questa strategia Nox riuscì a teletrasportare il suo orologio oltre la linea di difesa dei Sadida. Diserboss affronta la Confraternita, venendo prima congelato da Eva e poi fracassato dai rovi di Amalia.
- Rasoio Temporale (Razortemps): è un massiccio robot orologio alimentato a Stasi liquida, capolavoro di Nox e una delle sue armi più potenti. Prima di essere di fronte alla Confraternita del Tofu, devasta una grande sezione della foresta dei Sadida con i suoi raggi di Stasi, per liberare il passaggio verso l'Albero della Vita. Estremamente potente e distruttivo, e praticamente immune a ogni attacco, nella prima stagione riesce ad uccidere Tristepan con un colpo solo. Danneggiato dalla trivella di Ruel, viene distrutto definitivamente dal Maestro Joris.
- Remington e Grany Smisse: sono rispettivamente un Ladrurbo ed un Maomao parlante. Remington è un furfante della peggior specie e non esita a tirar fuori spada e pistola per appropriarsi degli oggetti altrui e non si intimorisce davanti a niente pur di avere ciò che vuole, sarebbe disposto anche a sporcarsi le mani di sangue per riuscire nel suo intento. Egli è totalmente fedele solo a suo fratello ma disdegna la violenza gratuita. "Colleziona" Shushu e possiede più di cinque armi Shushu: due pistole, tre pugnali, una grande spada ed anche un guanto; che aumentano la sua forza. Tali armi gli furono fornite da Ush Galesh. In un primo momento è nemico della Confraternita ma poi si "unisce" a loro per fronteggiare il potente Anathar, ma subito dopo diventa di nuovo nemico. Grany è il fratello maggiore di Remington. Mentre si trovavano a Bonta, Grany e Remington furono ingaggiati per depredare una torre. Quel che non sapevano e che erano stati assunti proprio dal proprietario della torre, Ush Galesh, Ecaflip figlio del dio Ecaflip, che si dilettava ad assumere ladri per assaltare la sua torre mentre contemporaneamente ripuliva Bonta dal crimine. Aspettandosi di più dal noto Remington, Ush decise di dargli una seconda possibilità, maledicendo Grany per costringere i due Smisse a tornare. La loro storia è narrata nella serie di fumetti "Remington".
- Ombrosa: è una Shushu maggiore intrappolata in un anello nero-violaceo. Nella prima stagione riesce ad impossessarsi del suo guardiano Wagnar, sovrano del Regno del Borgo delle Quattro Zampe, rendendolo una specie di vampiro demoniaco. E molto potente, persino più di Rubilax, poiché possiede cinque elementi mentre lui ne possiede solo quattro. Nella seconda stagione è alleata con Rubilax nel suo piano d'invasione ma non esita a pugnalarlo alle spalle agli occhi di Rushu, screditando il suo lavoro e accusandolo di tradimento per aver salvato un umano (Tristepan). Quando Tristepan ottiene di nuovo il suo corpo naturale, Wagnar preferisce lasciarla indietro. Prima della fine dell'episodio quattro "Il ritorno di Panpan" viene trovata da un pescatore. Il pescatore tenterà poi di usarla per pagare una energumena Ladrurbo che però la scartera in favore dei kama. Ombrosa è capace di rubare le anime delle persone e trasformarli in Ghoul. Ciò può avvenire però solo se il malcapitato non ha un cuore "puro" o non è un cavaliere, cosa che rende rispettivamente Yugo e Tristepan immuni alla sua magia.

## Doppiaggio
| Personaggio        | Doppiatore originale | Doppiatore italiano                                                                                                 |
| ------------------ | -------------------- | --- |
| Yugo               | Fanny Bloc           | Eleonora Reti (Cartoon Network) Federico Di Pofi (DVD, Boing e repliche di Cartoon Network) Tatiana Dessi (Netflix) |
| Alibert            | Thierry Mercier      | Gabriele Trentalance                                                                                                |
| Ruel Stroud        | Patrick Bethune      | Pierluigi Astore |
| Sir Tristepan      | Thomas Guitard       | Alessandro Vanni |
| Evangelyne         | Geneviève Doang      | Elena Liberati |
| Principessa Amalia | Adeline Chetail      | Ludovica Bebi |
| Nox                | Benjamin Pascal      | Luca Violini |
| Flopin             | Karl-Line Heller     | Germana Savo (Netflix)                                                                                              |
| Qilby              | Erik Colin           | Alberto Bognanni |

### Staff del doppiaggio italiano
- Direzione del doppiaggio: Daniela Debolini
- Casa di doppiaggio: CD CINE DUBBING SRL
- Dialoghi italiani: Lucia Lidia Privitera

## Episodi

### Prima stagione
| Nº | Titolo originale                   | Titolo italiano                         |
| -- | ---------------------------------- | --------------------------------------- |
| 1  | L'Enfant des Brumes (1)            | Il bambino della nebbia                 |
| 2  | Yugo L'Eliatrope (2)               | Yugo l'Elatrop                          |
| 3  | Le Corbeau Noir                    | Il corvo nero                           |
| 4  | Miss Moche                         | Miss brutta                             |
| 5  | Les Cinque Magnifiques             | I magnifici 5                           |
| 6  | Vampyro                            | Vampyro                                 |
| 7  | Vénéneuse                          | Velenosa                                |
| 8  | Xav le Boulanger                   | Xav il panettiere                       |
| 9  | Le Sac de Ruel                     | Lo zaino di Ruel                        |
| 10 | L'enfer du Boufbowl - (1re partie) | L'inferno del Pappaball (prima parte)   |
| 11 | L'enfer du Boufbowl - (2e partie)  | L'inferno del Pappaball (seconda parte) |
| 12 | L'enfer du Boufbowl - (3e partie)  | L'inferno del Pappaball (terza parte)   |
| 13 | Calme bleu                         | Calma blu                               |
| 14 | L'île de Moon                      | L'isola di Moon                         |
| 15 | Adamai (1)                         | Adamai                                  |
| 16 | L'Eliacube (2)                     | L'Elacubo                               |
| 17 | Grugaloragran l'éternel (3)        | Grugaloragran l'Eterno                  |
| 18 | La Confrérie du Tofu               | La confraternita del Tofu               |
| 19 | Le Royaume Sadida                  | Il regno Sadida                         |
| 20 | L'arbre de vie                     | L'albero di vita                        |
| 21 | Igôle                              | Igol                                    |
| 22 | Rubilax                            | Rubilax                                 |
| 23 | La Quête du Dofus                  | La ricerca del Dofus                    |
| 24 | Retrouvailles                      | Ritrovarsi                              |
| 25 | J'entre dans la légende (1)        | Entro nella leggenda                    |
| 26 | Le Mont Zinit (2)                  | Il monte Zinit                          |

### Seconda stagione
| Nº | Titolo originale          | Titolo italiano           |
| -- | ------------------------- | ------------------------- |
| 27 | Monstres et chimères (1)  | Mostri e chimere          |
| 28 | Rubilaxia (2)             | Rubilaxia                 |
| 29 | Remington Smisse (3)      | Remington Smisse          |
| 30 | Le Retour de Pinpin (4)   | Il ritorno di Panpan      |
| 31 | Le Dragon Cochon          | Il drago maiale           |
| 32 | Qilby                     | Qilby                     |
| 33 | Guet-apens                | Agguato                   |
| 34 | Chevalier Justice (1)     | Il cavaliere Giustizia    |
| 35 | Le Monde de Rushu (2)     | Il mondo di Rushu         |
| 36 | Kriss la Krass (1)        | Kriss Krass               |
| 37 | Le Boufbowler masqué (2)  | Il pappaballer mascherato |
| 38 | Le Mmmmmmmmmporpg (3)     | Il Mmmmmmmmmporg          |
| 39 | La Nuit des soiffards     | La notte degli assetati   |
| 40 | Le Voleur de voix         | Il ladro di voci          |
| 41 | L'Île des Wabbits         | L'isola dei Wabbit        |
| 42 | La Fontaine maudite       | La fontana maledetta      |
| 43 | Le Conseil des Douze      | Il consiglio dei Dodici   |
| 44 | Cléophée                  | Cleo                      |
| 45 | Pour une poignée de kamas | Per un pugno di kama      |
| 46 | Le Zinit                  | Lo Zinit                  |
| 47 | L'Île des Bellaphones     | L'isola delle Bellafoni   |
| 48 | Le Silence des anneaux    | Il silenzio degli anelli  |
| 49 | Les Griffes Pourpres      | Gli artigli porpora       |
| 50 | Phaéris le puissant       | Faeris il potente         |
| 51 | La Dimension blanche      | La Dimensione Bianca      |
| 52 | Le Peuple Eliatrope       | Il popolo Elatrop         |

### Terza stagione
| Nº | Titolo originale                 | Titolo italiano                    |
| -- | -------------------------------- | ---------------------------------- |
| 53 | Tomber de haut                   | La caduta                          |
| 54 | Tel père, telle fille            | Tale padre, tale figlia            |
| 55 | La Tour d'Oropo                  | La torre di Oropo                  |
| 56 | Pas si bête                      | Una ragazza bestiale               |
| 57 | Les Iops se cachent pour pleurer | Gli Iop si nascondono per piangere |
| 58 | L'Arbre à Ecaflip                | L'albero Ecaflip                   |
| 59 | Faut pas flipper                 | Un flipper pericoloso              |
| 60 | Arpagone                         | Arpagona                           |
| 61 | Le Temple de Sadida              | Dathura                            |
| 62 | Lorsque les murs tombent         | Quando crollano i muri             |
| 63 | Oropo                            | Oropo                              |
| 64 | L'Hyperzaap                      | L'iperzaap                         |
| 65 | Inglorium                        | Inglorium                          |

### Mini Wakfu
Subito dopo la prima stagione, France 3 trasmette dei cortometraggi di Wakfu in versioni chibi e mini chiamato, i Mini Wakfu. In Italia, viene trasmesso su Cartoon Network e Boing (in cui la serie ha un cambio di voce di Yugo).
1. Stufato speciale per Tristepan
2. La foresta oscura
3. Jorbak il borghese
4. Brutto
5. Schiaccia il pozzangherotto
6. Gli spaventosi Ghoul
7. Segreti di vecchie signore
8. Oh, mia amata!
9. Le avventure della borsa perduta
10. Avanti i Rossi!
11. Oro... ti adoro
12. Per amore dello sport
13. il vecchio è amaro
14. Il principe della giungla
15. O la va o la spacca
16. Palati fini
17. Forza bruta
18. Ruel vuota il sacco
19. Vittime della moda
20. Un blues per Ruel
21. Il pranzo è servito
22. Il dolce del deserto
23. Un cane obbediente
24. Corbacatac
25. Missione impossibile
26. La cerimonia
27. L'attacco dei tic toc

### Episodi Speciali
La storia di Ogrest: la leggenda viene ambientato durante il prequel della serie, il MMORPG Wakfu. In Italia, tutti gli episodi speciali sono inediti.
- Noximilien l'orologiaio
- Ogrest: la leggenda
- Goultard il Barbaro
- The Quest for the Six Dofus Eliatropes - Book 1: The Throne of Ice
- The Quest for the Six Dofus Eliatropes - Book 2: Ush
- The Quest for the Six Dofus Eliatropes - Book 3: Dragon Mountain
- Oropo: Battle for the Eliacube